# Kiss My Ass: Classic Kiss Regrooved
Kiss My Ass: Classic Kiss Regrooved es un álbum tributo de 1994, que contiene versiones de canciones de Kiss interpretadas por varios artistas. Fue lanzado para coincidir con el aniversario 20 de la fundación de Kiss, y fue certificado disco de oro por la RIAA. La carátula fue diseñada por Mitchell Kanner.

## Lista de canciones
| N.º | Título                   | Escritor(es)            | Artista                     | Duración |  |
| 1.  | «Deuce»                  | Simmons                 | Lenny Kravitz/Stevie Wonder | 4:10     |  |
| 2.  | «Hard Luck Woman»        | Stanley                 | Garth Brooks/Kiss           | 3:14     |  |
| 3.  | «She»                    | Simmons/Stephen Coronel | Anthrax                     | 4:53     |  |
| 4.  | «Christine Sixteen»      | Simmons                 | Gin Blossoms                | 3:09     |  |
| 5.  | «Rock and Roll All Nite» | Stanley/Simmons         | Toad the Wet Sprocket       | 2:54     |  |
| 6.  | «Calling Dr. Love»       | Simmons                 | Shandi's Addiction          | 4:51     |  |
| 7.  | «Goin' Blind»            | Simmons/Coronel         | Dinosaur Jr.                | 3:24     |  |
| 8.  | «Strutter»               | Stanley/Simmons         | Extreme                     | 4:39     |  |
| 9.  | «Plaster Caster»         | Simmons                 | The Lemonheads              | 3:02     |  |
| 10. | «Detroit Rock City»      | Stanley/Ezrin           | The Mighty Mighty Bosstones | 4:21     |  |
| 11. | «Black Diamond»          | Stanley                 | Yoshiki                     | 7:07     |  |
| 12. | «Unholy»                 | Simmons/Vincent         | Die Ärzte                   | 3:28     |  |